# NGC 3941
NGC 3941 је спирална галаксија у сазвежђу Велики медвед која се налази на NGC листи објеката дубоког неба.
Деклинација објекта је + 36° 59' 13" а ректасцензија 11h 52m 55,3s. Привидна величина (магнитуда) објекта NGC 3941 износи 10,3 а фотографска магнитуда 11,3. Налази се на удаљености од 15,550 милиона парсека од Сунца. NGC 3941 је још познат и под ознакама UGC 6857, MCG 6-26-51, CGCG 186-62, PGC 37235.